# Bahnhof Antwerpen-Berchem

Der Bahnhof Antwerpen-Berchem ist ein Bahnhof der NMBS/SNCB im gleichnamigen Stadtteil der belgischen Stadt Antwerpen. Er ist nach Antwerpen Centraal der zweitwichtigste Bahnhof der Stadt. An den zehn Bahnsteiggleisen halten InterCity-, InterRegio- und Regionalzüge. Die Züge verbinden Antwerpen-Berchem unter anderem mit Lille, Ostende, Charleroi, Gent, Lüttich, Löwen und Brüssel.
Am Bahnhof halten die Straßenbahnlinien 8 und 11, sowie diverse Buslinien, die den Bahnhof mit den Vororten von Antwerpen verbinden.
Der Bahnhof wurde 1863 unter dem Namen „Berchem“ eröffnet. Ab 1975 wurde der Bahnhof auch von internationalen Zügen angefahren, welche bis dahin nur in Antwerpen-Oost gehalten hatten, und daher in „Berchem (Antwerpen)“ umbenannt. Nach der Eingemeindung Berchems in Antwerpen erhielt der Bahnhof schließlich seinen heutigen Namen.
Bis zum 9. Dezember 2007 hatten die Züge nach Paris und Amsterdam (Thalys und Beneluxtrein) in Antwerpen-Berchem gehalten, um den Umweg über den Kopfbahnhof Antwerpen-Centraal zu vermeiden. Seit der Fertigstellung des neuen Eisenbahntunnels unterhalb des Hauptbahnhofs ist jedoch eine Durchfahrt ohne Halt möglich, so dass Antwerpen-Berchem seither nicht mehr angefahren wird.

## Verkehr
Stand: Fahrplanperiode 10. Dezember 2017 bis 8. Dezember 2018
| Linie | Verlauf | Takt Mo–Fr                                      | Takt Sa, So                                                       |
| ----- | --- | ----------------------------------------------- | ----------------------------------------------------------------- |
| IC 02 | Oostende – Brugge – Gent-Sint-Pieters – Gent-Dampoort – Lokeren – Sint-Niklaas – Antwerpen-Berchem – Antwerpen-Centraal | 60 min                                          | 60 min                                                            |
| IC 04 | Antwerpen-Centraal – Antwerpen-Berchem – Sint-Niklaas – Lokeren – Gent-Dampoort – Gent-Sint-Pieters – Kortrijk, Zugtrennung, Teil 1: – Ypern – Poperinge; Teil 2: – Mouscron – Lille-Flandres                                         | 60 min                                          | 60 min                                                            |
| IC 05 | Charleroi-Sud – Nivelles – Brüssel-Süd – Brüssel-Central – Brüssel-Nord – Mechelen – Antwerpen-Berchem – Antwerpen-Centraal – Antwerpen-Luchtbal – Essen                                                                              | 60 min                                          | –                                                                 |
| IC 07 | Charleroi-Sud – Nivelles – Brüssel-Süd – Brüssel-Central – Brüssel-Nord – Mechelen – Antwerpen-Berchem – Antwerpen-Centraal – Antwerpen-Luchtbal – Antwerpen-Noorderdokken                                                            | 60 min                                          | –                                                                 |
| IC 08 | Antwerpen-Centraal – Antwerpen-Berchem – Mechelen – Flughafen Brüssel-Zaventem – Leuven – Hasselt (– Tongern einzelne Fahrten) | 60 min Antwerpen–Hasselt/Tongern                | Sa: 60 min So: 60 min bis Leuven, jeder 2. Zug nach Hasselt       |
| IC 09 | Antwerpen-Centraal – Antwerpen-Berchem – Lier – Aarschot (– Leuven oder – Hasselt – Tongern – Liège-Saint-Lambert – Liège-Guillemins)                                                                                                 | 60 min Antwerpen–Leuven                         | 60 min Antwerpen–Liège                                            |
| IC 10 | Antwerpen-Centraal – Antwerpen-Berchem – Lier – Herentals – Mol, Zugtrennung, Teil 1: – Hamont, Teil 2: – Hasselt | 60 min                                          | Sa: 60 min So: 60 min nur jeder 2. Zug führt Zugteil nach Hasselt |
| IC 22 | Antwerpen-Centraal – Antwerpen-Berchem – Mechelen – Brüssel-Nord – Brüssel-Central – Brüssel-Süd (– Braine-le-Comte – La Louvière – Binche)                                                                                           | 60 min nur Antwerpen–Brüssel                    | 60 min Antwerpen–Binche                                           |
| IC 28 | Antwerpen-Centraal – Antwerpen-Berchem – Sint-Niklaas – Lokeren – Gent-Dampoort – Gent-Sint-Pieters – Lichtervelde – De Panne | 60 min                                          | –                                                                 |
| IC 30 | Antwerpen-Centraal – Antwerpen-Berchem – Lier – Herentals – Turnhout | 60 min                                          | 60 min                                                            |
| IC 31 | Antwerpen-Centraal – Antwerpen-Berchem – Mechelen – Brüssel-Nord – Brüssel-Central – Brüssel-Süd (– Nivelles – Charleroi-Sud) | 60 min nur Brüssel–Antwerpen                    | 60 min Antwerpen–Charleroi                                        |
| IC 35 | Brüssel-Süd – Brüssel-Central – Brüssel-Nord – Flughafen Brüssel-Zaventem – Mechelen – Antwerpen-Berchem – Antwerpen-Centraal – Breda – Rotterdam Centraal (– Flughafen Schiphol – Amsterdam Centraal oder – Den Haag Hollands Spoor) | 60 min 4 Züge/Tag nach Den Haag statt Amsterdam | 60 min 4 Züge/Tag nach Den Haag statt Amsterdam                   |
| L 23  | Leuven – Aarschot – Lier – Antwerpen-Berchem – Antwerpen-Centraal | 60 min                                          | 60 min                                                            |
| S 1   | Antwerpen-Centraal – Antwerpen-Berchem – Mechelen – Schaerbeek/Schaarbeek – Brüssel-Nord – Brüssel-Central – Brüssel-Süd (– Braine-l’Alleud – Nivelles)                                                                               | 30 min Antwerpen–Nivelles                       | Sa: 30 min Antwerpen–Nivelles So: 60 min nur Antwerpen–Brü.-Süd   |
| S 32  | Puurs – Antwerpen-Zuid – Antwerpen-Berchem – Antwerpen-Centraal – Antwerpen-Luchtbal – Antwerpen-Noorderdokken – Essen (– Roosendaal umsteigen in Essen)                                                                              | 30 min nur Puurs–Essen                          | 60 min nur Puurs–Essen                                            |
| S 33  | Antwerpen-Centraal – Antwerpen-Berchem – Lier – Herentals – Mol | 60 min                                          | –                                                                 |
| S 34  | Antwerpen-Centraal – Antwerpen-Berchem – Antwerpen-Zuid – Sint-Niklaas – Lokeren | 60 min                                          | –                                                                 |
| S 53  | Antwerpen-Centraal – Antwerpen-Berchem – Antwerpen-Zuid – Sint-Niklaas – Lokeren – Gent-Dampoort – Gent-Sint-Pieters | –                                               | 60 min                                                            |
| P     | verschiedene Verstärkerfahrten | HVZ                                             | –                                                                 |
| ICT   | verschiedene Fahrten von/zu touristischen Orten | Touristensaison                                 | Touristensaison                                                   |